# Hermine Schröder
Hermine Schröder (Ludwigshafen, Alemania, 12 de febrero de 1911-9 de agosto de 1978) fue una atleta alemana especializada en la prueba de lanzamiento de peso, en la que consiguió ser campeona europea en 1938.

## Carrera deportiva
En el Campeonato Europeo de Atletismo de 1938 ganó la medalla de oro en el lanzamiento de peso, llegando hasta los 13.29 metros, superando a su compatriota alemana Gisela Mauermayer (plata con 13.27 metros) y a la polaca Wanda Flakowicz (bronce con 12.55 metros).